# Daniel Avramovski
Daniel Avramovski (mazedonisch: Даниел Аврамовски; * 20. Februar 1995 in Skopje) ist ein mazedonischer Fußballspieler, der als Mittelfeldspieler für den TFF-Erstligisten Boluspor spielt.

## Karriere

### Verein
Avramovski wurde in Skopje geboren und spielte für Rabotnički Skopje und Makedonija Skopje in der ersten mazedonischen Fußballliga. Während seiner Zeit bei Rabotnički erwarb sich Avramovski den Ruf, die Aufmerksamkeit mehrerer europäischer Vereine auf sich zu ziehen, und wurde im Februar 2012 zu einem zehntägigen Probetraining beim FC Liverpool eingeladen.
Im Juli 2014 unterzeichnete er einen Dreijahresvertrag beim serbischen Verein FK Roter Stern Belgrad. Bei seinem Debüt für Roter Stern am 30. August 2014 erzielte Avramovski nur zehn Minuten nach seiner Einwechslung den einzigen Treffer beim 1:0-Sieg gegen FK Spartak Subotica.
Avramovski wurde an OFK Belgrad ausgeliehen, wo er in der Saison 2015/16 in 22 Ligaspielen und 2 Pokalspielen zum Einsatz kam.
Im Sommer 2016 kehrte Avramovski zu Roter Stern Belgrad zurück und wurde für die zweite Qualifikationsrunde der UEFA Europa League-Saison 2016/17 lizenziert. Nach einigen Verletzungsproblemen kam er jedoch nicht zum Einsatz und verbrachte den Rest des Jahres ohne Pflichtspieleinsatz für den Verein. Da er bereits nicht mehr für die serbische SuperLiga spielberechtigt war, löste Avramovski seinen Vertrag auf und verließ den Verein im Dezember desselben Jahres.
Am 20. Dezember 2016 wechselte Avramovski nach Slowenien und unterschrieb einen Vertrag über dreieinhalb Jahre bei NK Olimpija Ljubljana.
Am letzten Tag der serbischen Sommer-Transferperiode unterschrieb Avramovski einen einjährigen Leihvertrag mit Kaufoption bei FK Vojvodina.

### Nationalmannschaft
Am 18. Juni 2014 debütierte er im Alter von 19 Jahren in der mazedonischen Nationalmannschaft bei der 0:2-Niederlage im Freundschaftsspiel gegen die chinesische Nationalmannschaft.

## Auszeichnungen
Vardar Skopje
- Prva Makedonska Liga: 2019/20

Einzelne
- Torschützenkönig der ersten mazedonischen Fußballliga: 2019/20 (10 Tore)